# ADI-R
ADI-R (Autism Diagnostic Interview-Revised) är en strukturerad intervju som görs tillsammans med föräldrarna till individer som hänvisats till utvärdering av tänkbar autism eller autismspektrumstörning.
Intervjun, som har använts av forskare och kliniker i årtionden, kan användas i diagnostiskt syfte för alla med en mental ålder av minst 18 månader, och mäter beteende i socialt samspel, kommunikation och språk och beteendemönster.
ADI-R täcker den hänvisade individens fullständiga utvecklingshistoria. Den görs vanligen på ett kontor, hemma eller i en annan lugn miljö med en psykolog, psykiatriker eller annan utbildad och beviljad professionell. Intervjun tar normalt en till två timmar. Vårdnadshavarna ombeds svara på 93 frågor, som sträcker sig över tre huvudsakliga beteendemässiga områden, både om individens nuvarande beteende och beteende vid en viss tidpunkt.
Intervjun är uppdelad i fem delar: inledande frågor, kommunikationsfrågor, social utvecklings- och lekfrågor, repetitiva och begränsade beteende-frågor och frågor om allmänt beteende.
Eftersom ADI-R är en utredarbaserad intervju, är frågorna mycket öppna och utredaren kan fastställa en giltig värdering av varje beteende. Av denna anledning känner föräldrar och vårdnadshavare sig ofta mycket bekväma när de deltar i den här intervjun, eftersom det de har att säga om sina barn värderas av intervjuaren. Ibland hjälper deltagandet föräldrar att få bättre förståelse för autism och de faktorer som leder till diagnos.

## Innehållsområden
Den första delen av intervjun används för att bedöma kvaliteten av social interaktion, och inkluderar frågor om emotionell delning, erbjudande och sökande av tröst, socialt leende och reaktion på andra barn. Kommunikation- och språkdelen undersöker stereotyperade yttranden, pronomenomkastning och social användning av språket. Stereotyperade yttranden är några få ord eller ljud som individen använder och upprepar oftast. Den begränsade och repetitiva beteenden-delen innehåller frågor om ovanliga upptagenheter, hand- och fingermaner och ovanliga sensoriska intressen. Slutligen innehåller bedömningen frågor om beteenden såsom självskadebeteende, aggression och överaktivitet som bidrar till att utveckla behandlingsplaner.

## Poängräkning
Efter att intervjun är klar, bestämmer intervjuaren en betygspoäng för varje fråga, baserat på deras bedömning av vårdnadshavarens svar.

### Skattningsskala
0 = "Beteende av den typ som anges i kodningen är inte närvarande."
1 = "Beteende av angiven typ är närvarande i en onormal form, men inte tillräckligt allvarlig eller ofta förekommande för att uppfylla kriterierna för en 2:a."
2 = "Bestämt onormalt beteende."
3 = "Extrem svårighetsgrad av det angivna beteendet."
7 = "Bestämda avvikelser i det allmänna området, men inte av den angivna typen."
8 = "Ej tillämpligt."
9 = "Inte känt eller frågat."

### Algoritm
En totalpoäng beräknas sedan för intervjuns alla innehållsområden. För att skapa diagnosens algoritm, valde författarna frågor från intervjun som var närmast besläktade med kriterierna för diagnos av autismspektrumstörning i DSM-IV och ICD-10.  
En autismdiagnos anges när värden i de samtliga tre beteendemässiga delarna överstiger den angivna brytpunktspoängen.
Dessa brytpunktspoäng fastställdes med resultat av många års omfattande forskning. 

### Brytpunktspoäng
Social interaktion = 10
Kommunikation och språk = 8 (om verbal) eller 7 (om icke-verbal)
Begränsade och repetitiva beteenden = 3